# Incidente aereo di Saint-Martin-d'Août del 15 dicembre 1939
Il 15 dicembre 1939 un bombardiere Bloch MB 210 della IV Escadrille del GBA II/51 precipitò a Saint-Martin-d'Août durante un volo di trasferimento da Briare a Istres, con la morte di due dei sei membri dell'equipaggio.

## L'incidente

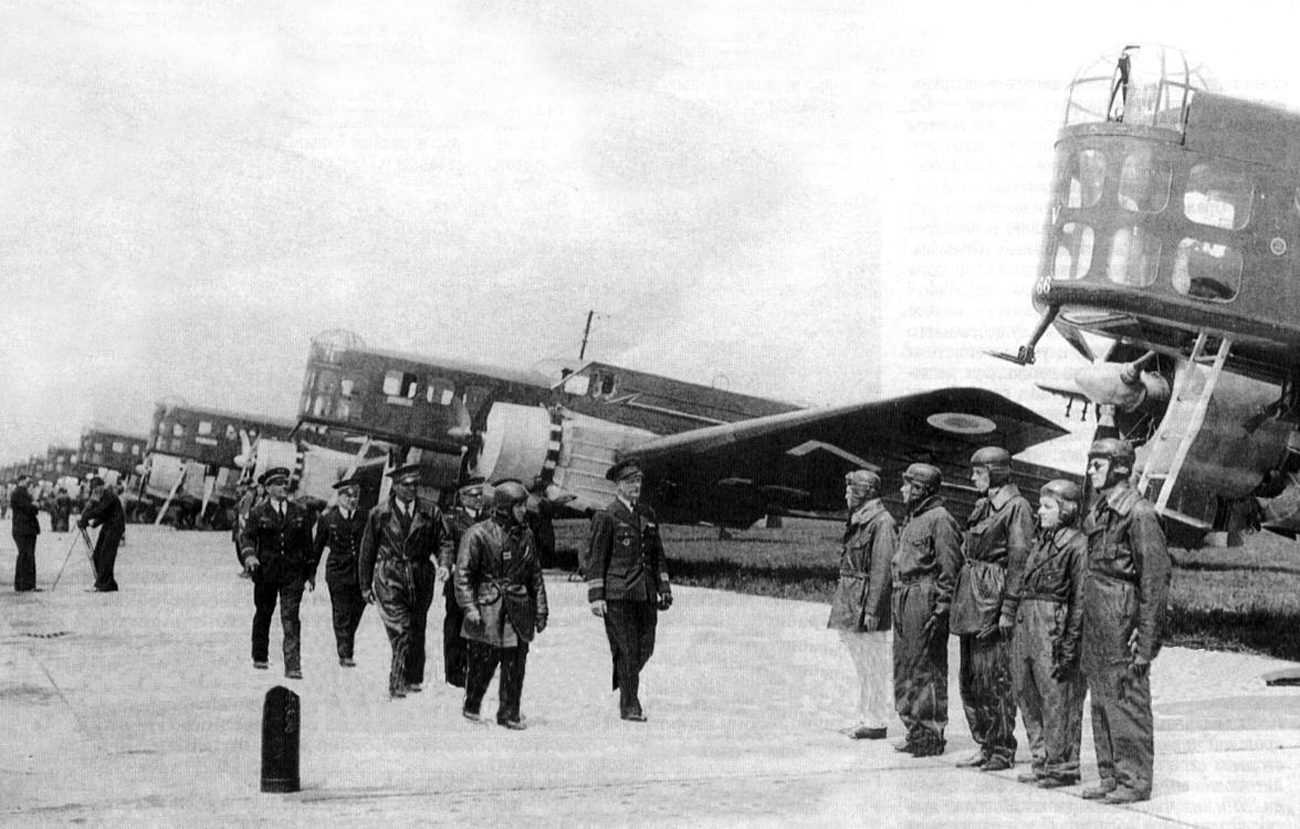
Rassegna di velivoli ed equipaggi di un reparto di Bloch MB 210.

Il 15 dicembre 1939, a seconda guerra mondiale iniziata da qualche mese, sei bombardieri Bloch MB 210 della IV Escadrille del GBA II/51 decollarono alle 11:00 da Briare per un volo di trasferimento a Istres, suddivisi in due pattuglie di tre aerei ciascuna.
Una di queste formazioni incontrò del maltempo intorno all'area di Lione e poi si imbatté in una tempesta di neve. Il bombardiere Bloch 210 n.183, la cui radio si era guastata all'inizio del volo, perse di vista gli altri velivoli nella tempesta e poco dopo il comandante dell'aereo, tenente Bonnardel, ordinò al pilota, sergente Daniel Dugourd, di scendere di quota per trovare un terreno adatto all'atterraggio. Il pilota riferì che le ali erano ricoperte di ghiaccio e a questo punto Bonnardel ordinò all'equipaggio di lanciarsi fuori, giudicando troppo rischioso effettuare un atterraggio di emergenza. Solo il pilota rimase nella parte anteriore del Bloch, mentre gli altri cinque membri dell'equipaggio si riunirono nella parte posteriore per lanciarsi con il paracadute. Dugourd non riuscì a tenere a lungo il bombardiere in aria e, ignorando cosa fosse successo nella parte posteriore dell'aereo, si lanciò con il paracadute.
Nella parte posteriore, due membri dell'equipaggio, il sergente Porcher e il sergente André Bozon, si salvarono con difficoltà, lanciandosi fuori dall'aereo con il paracadute. Il terzo uomo, Jean Etienne Désoré Lucas, esitò e rimase impigliato nei fili del suo paracadute. Alla fine Bonnardel spinse fuori lui e il quarto uomo, il maresciallo capo Henri Joseph Bouvet, ma ormai si era troppo bassi per lanciarsi; Bonnardel rimase a bordo dell'aereo, che si schiantò alle 12:58 vicino al paese di Saint-Martin-d'Août, nella Drôme, 30 km a nord di Valence. Bonnardel rimase gravemente ferito, ma sopravvisse all'incidente. Poco prima dello schianto ebbe il tempo di controllare le ali e su di esse vide della neve invece che ghiaccio. La sua conclusione fu che il pilota era così troppo preoccupato per il rischio di formazione di ghiaccio sulle ali che perse il controllo dei nervi.
Gli ultimi due uomini che si lanciarono fuori dall'aereo rimasero uccisi. Lucas probabilmente colpì l'impennaggio di coda del Bloch, mentre Bouvet non ebbe il tempo di aprire il paracadute. I corpi di entrambi vennero trovati a 600 m dal luogo dell'incidente.

### Fonti
1. 1 2 3 4 5 6 7 8  Aviation Safety.
2. 1 2 3 4 5 6 7 8  Bureau of Aircraft Accidents Archivies.